# Plus de vacances pour le Bon Dieu
Pour plus de détails, voir Fiche technique et Distribution.
Plus de vacances pour le Bon Dieu est un film français réalisé par Robert Vernay, sorti en 1950.

## Synopsis
Dans le quartier de Montmartre, des enfants privés de vacances rançonnent des propriétaires de chiens et utilisent l'argent ainsi obtenu pour secourir ceux qui, autour d'eux, en ont besoin.

## Fiche technique
- Titre : Plus de vacances pour le Bon Dieu
- Réalisation : Robert Vernay
- Scénario : Solange Térac, Lil Boël et Robert Vernay, d'après la pièce de Paul Armont et Paul Vandenberghe
- Dialogues : Pierre Laroche et Robert Vernay
- Photographie : Victor Arménise
- Son : Antoine Archimbaud
- Décors : René Moulaert
- Musique : 	Louis Beydts (orchestration : Jean Wiener)
- Montage : Marthe Poncin
- Scripte : Suzanne Durrenberger
- Sociétés de production : Latino Consortium Cinéma - Jason Films
- Pays :  France
- Format : Noir et blanc  - 1,37:1 - 35 mm - Son mono
- Genre : Comédie
- Durée : 93 minutes
- Date de sortie : 
  - France - 12 avril 1950

## Distribution
- Pierre Larquey : le père Antoine
- Laurence Aubray : Mademoiselle Hélène, l'assistante sociale
- Sabine André : la mère de Pierrot
- Maximilienne : la tante Faguet
- Roland Armontel : Michel-Angel
- Antoine Balpêtré : l'inspecteur de police
- Daniel Ivernel : 	le docteur
- Léonce
- Sophie Leclair :la grande de la bande
- Léon Berton : l'attorney
- Jean Dannet : le peintre de la Butte
- Albert Malbert
- Jean-François Bailly
- Lud Germain
- Albert Gercourt
- Raymond Rognoni : le curé
- Ginette d'Yd
- Christian Simon